# Катино (Воронежская область)
Катино — посёлок в Семилукском районе Воронежской области. 
Входит в Нижневедугское сельское поселение.

## География
В посёлке имеется одна улица — Катино.

## Население
| 2010 |
| ---- |
| 1    |